# Heiligenstädter Rendez-vous-Polka
Heiligenstädter Rendez-Vous-Polka, op. 78, är en polka av Johann Strauss den yngre från 1850. 

## Historia
Efter sin fars död den 25 september 1849 strävade Johann Strauss den yngre för att överta faderns ställning som staden Wiens ledande danskompositör. Han sökte sig även utanför de centrala delarna för att skaffa engagemang. I den då ganska avlägsna stadsdelen Heiligenstadt hade gastronomifamiljen Kugler öppnat ett badhus med restaurang. I parken spelades även ibland teatern och det fanns alla möjliga nöjen, särskilt för en ung publik. För en sommarfest den 8 juli 1850 skrev Strauss Heiligenstädter Rendez-Vous-Polka. Kuglers badhus finns inte kvar längre. Den låg inte långt från huset där Ludwig van Beethoven 1802 skrev sitt Heiligenstadttestamentet.

## Om polkan
Speltiden är ca 2 minuter och 13 sekunder plus minus några sekunder beroende på dirigentens musikaliska tolkning.

## Weblänkar
- Dynastin Strauss 1850 med kommentarer om Heiligenstädter Rendez-Vous-Polka.
- Heiligenstädter Rendez-Vous-Polka i Naxos-utgåvan.